# .454 Casull
Die Patrone .454 Casull ist eine leistungsstarke Revolverpatrone.

## Bezeichnung
Im deutschen Nationalen Waffenregister (NWR) wird die Patrone unter Katalognummer 206 unter folgenden Bezeichnungen geführt (gebräuchliche Bezeichnungen in Fettdruck)
- .454 Casull (Hauptbezeichnung)
- .454 CAS. MAG.
- .454 Casull Magnum

Häufige Falschschreibungen der Bezeichnung sind Cassul und Cassull.

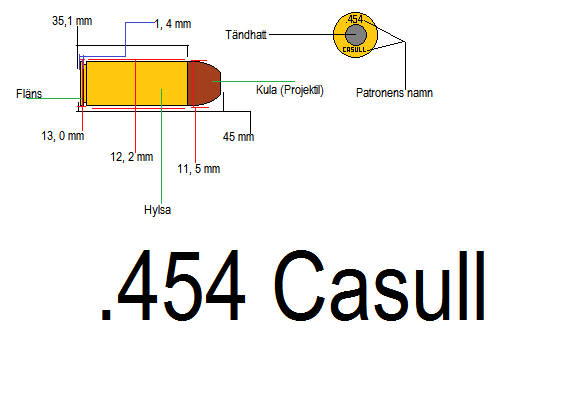
Abmessungen .454 Casull

## Geschichte
Die Patrone .454 Casull wurde 1957 von Dick Casull und Jack Fulmer entwickelt. Sie basiert auf der Patrone .45 Colt, deren Hülse zu diesem Zweck verlängert und verstärkt wurde. Aus Revolvern im Kaliber .454 Casull können auch .45-Colt-Patronen verschossen werden.
Die .454 Casull wurde als Patrone für die Jagd entwickelt. Vorgabe war u. a., dass die Patrone aus dem eigens dafür abgestimmten Revolver der Marke Freedom Arms Mod. 83, der führig (bis 1500 Gramm) über einen langen Zeitraum am Gürtel getragen werden kann, höchste Leistungen erbringt, weshalb sich bei Lauflängen über 7,5 Zoll auch kein nennenswerter Energiezuwachs mehr ergibt.
Bis zu 7,5 Zoll muss sie sich deshalb lediglich der .500 S&W Magnum geschlagen geben, die allerdings nur aus Revolvern verschossen werden kann, die aufgrund der langen Patrone deutlich schwerer und größer ausfallen und nicht mehr als „jagdführig“ gelten.

## Weiterentwicklung
Die neuere Patrone .460 S&W Magnum entstand wiederum durch die Verlängerung der Hülse der .454 Casull, somit können in Revolvern im Kaliber .460 S&W auch .454-Casull- und .45-Colt-Patronen geladen werden. Die Patrone .454 Casull übertrifft in ihrer Leistung die der neueren Patrone .50 Action Express, muss sich der .500 S&W Magnum aber geschlagen geben.